# Niels Hunderup
Niels Hunderup (født 14. oktober 1797 på Asdal Hovedgård nord for Hjørring, død 19. oktober 1853 i Brædstrup ved Horsens) var en dansk herredsfoged og politiker.
Hunderup var søn forpagter Mads Hunderup. Han blev exam.jur. i 1820 og arbejdede derefter som fuldmægtig. Han blev han privat student I 1824 og cand.jur. i 1828. Han blev i 1829 i assistent i landsoverretten og hof- og stadsretten og i 1832 sorenskriver på Færøerne. Hunderup blev herredsfoged og skriver i Hammerum Herred i 1841 og herredsfoged og skriver i Tyrsting og Vrads Herreder i 1845.
Hunderup var kongevalgt stænderdeputeret for Færøerne på Østifternes Stænderforsamling i Roskilde i 1844 og 1846. Han var medlem af Den Grundlovgivende Rigsforsamling valgt i Skanderborg Amts 3. distrikt (Brædstrup). Han var efterfølgende kandidat ved flere folketings- og landstingsvalg, men blev ikke valgt til Rigsdagen.
Han blev udnævnt til kammerråd i 1842.